# Jürgen Müller (Kunsthistoriker)

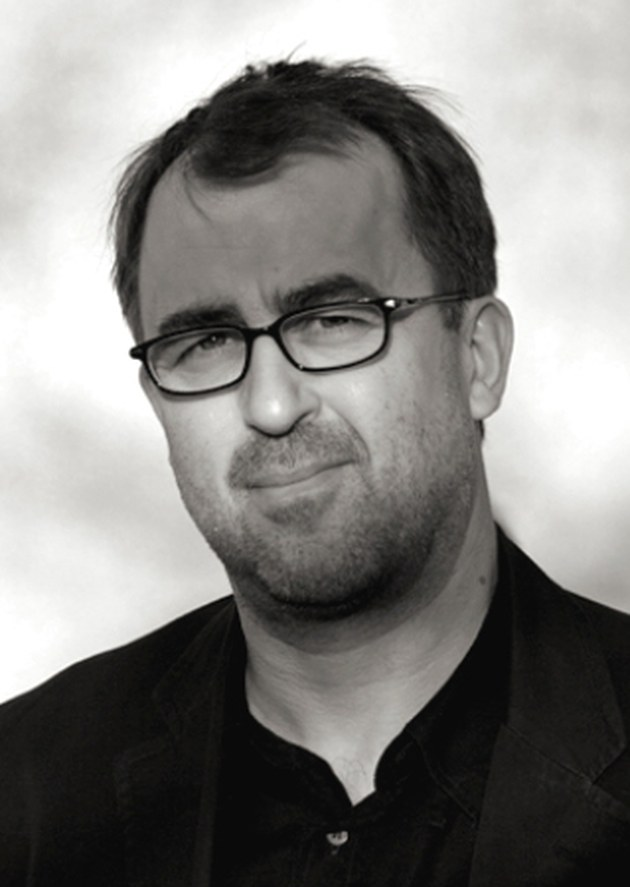
Jürgen Müller (2016)

Jürgen Müller (* 25. Dezember 1961 in Gelsenkirchen) ist ein deutscher Kunsthistoriker. Er hat die Professur für Mittlere und Neuere Kunstgeschichte an der Technischen Universität Dresden inne.

## Werdegang
Jürgen Müller studierte Kunstgeschichte, Germanistik und Philosophie an den Universitäten von Bochum, Münster, Pisa, Paris und Amsterdam. Er wurde mit einer Arbeit zu Karel van Manders Kunsttheorie im „Schilder-Boeck“ 1991 an der Universität Bochum promoviert. Seine Habilitation erfolgte 2002 an der Universität Kassel mit einer Studie zu Pieter Bruegel d. Ä.
Im Jahr 1989 arbeitete er als wissenschaftlicher Mitarbeiter der Universität Bochum im Rahmen des Historikertages. Von 1991 bis 1999 war er Assistent am Kunstgeschichtlichen Seminar der Universität Hamburg. Von 1996 bis 1997 vertrat er eine C2-Professur am Kunstgeschichtlichen Seminar der Universität Marburg und war im Wintersemester 1997/98 Gastdozent an der Université Michel de Montaigne in Bordeaux. Im Anschluss daran erhielt er einjährige Gastprofessuren an der Sorbonne Nouvelle in Paris sowie an der Berliner Hochschule der Künste. Seit 2002 ist er Inhaber der Professur für Mittlere und Neuere Kunstgeschichte an der Technischen Universität Dresden. Zudem hat er zahlreiche Ausstellungen kuratiert und ist regelmäßiger Autor überregionaler, deutschsprachiger Zeitungen.
Im Jahr 2006/07 war er Rudolf-Wittkower-Professor an der Bibliotheca Hertziana. Darüber hinaus erhielt er Einladungen als Fellow und Senior Fellow an das Clark Art Institute, an die EHESS in Paris, an das IKKM in Weimar, das Niki in Florenz und das Alfried-Krupp-Wissenschaftskolleg in Greifswald. Müller ist Mitglied im Verband deutscher Kunsthistoriker sowie seit 2018 Ordentliches Mitglied der Sächsischen Akademie der Künste (Klasse: Bildende Künste).

## Forschung
Müllers Forschungsschwerpunkte liegen auf der Kunst der Frühen Neuzeit sowie der Foto- und Filmgeschichte. Seine Veröffentlichungen umfassen  mehrere monografische Untersuchungen zu Rembrandt und Pieter Bruegel d. Ä., zudem ist er Herausgeber der Dekaden-Filmbuchreihe bei TASCHEN. Von 2009 bis 2014 war er Teilprojektleiter des Sonderforschungsbereichs 804: „Transzendenz und Gemeinsinn“ an der TU Dresden. Seit Juli 2017 ist er Teilprojektleiter des Sonderforschungsbereichs 1285: „Invektivität. Konstellationen und Dynamiken der Herabsetzung“.

## Publikationen (Auswahl)

### Monographien
- Concordia Pragensis. Karel van Manders Kunsttheorie im Schilder-Boeck (=Veröffentlichungen des Collegium Carolinum Band 77). München 1993 (= Dissertation Bochum 1991).
- Das Paradox als Bildform. Studien zur Ikonologie Pieter Bruegels d. Ä. München 1999.
- Der sokratische Künstler. Studien zur Ikonologie von Rembrandts „Nachtwache“. Leiden 2015.
- Pieter Bruegel d. Ä. Sämtliche Gemälde und Zeichnungen. Köln 2018.

### Herausgeberschaften (Auswahl)
- mit Uwe M. Schneede: Pieter Bruegel invenit. Das druckgraphische Werk. Hamburger Kunsthalle, Hamburg 2001.
- Die Masken der Schönheit. Hendrick Goltzius und das Kunstideal um 1600. (Mitherausgeber), Hamburger Kunsthalle, Hamburg 2002.
- 100 Filmklassiker. Köln 2008.
- mit Bertram Kaschek, Wilfried Wiegand: Bilder machen. Fotografie als Praxis. Dresden 2010.
- mit Thomas Schauerte: Die gottlosen Maler von Nürnberg. Konvention und Subversion in der Druckgrafik der Beham-Brüder. Dürerhaus/Nürnberg, Emsdetten 2011.
- mit Stefan Jordan: Lexikon Kunstwissenschaft. Hundert Grundbegriffe. Stuttgart 2012.
- mit Bärbel Hedinger, Michael Diers: Max Liebermann. Die Kunstsammlung. Von Rembrandt bis Manet. Berlin 2013.
- mit Thomas Schauerte, Bertram Kaschek: Von der Freiheit der Bilder. Spott Kritik und Subversion in der Kunst der Dürerzeit. Petersberg 2013.
- Pieter Bruegel d. Ä. und das Theater der Welt, Ausstellungskatalog Kunstsammlungen Chemnitz. (gem. mit Ingrid Mössinger), Berlin 2014.
- mit Birgit Ulrike Münch: Peiraikos’ Erben. Die Genese der Genremalerei bis 1550. Wiesbaden 2015.
- The best TV-Shows. Köln 2015.
- mit Jan-David Mentzel: Rembrandt. Von der Macht und Ohnmacht des Leibes. Einhundert Radierungen. Ausstellungskatalog des Augustinermuseums Freiburg und der Veste Coburg. Petersberg 2017.
- mit Paul Duncan: Horror Cinema. Köln 2017.
- mit Bertram Kaschek, Jessica Buskirk: Pieter Bruegel the Elder and Religion. Leiden 2018.
- mit Stephanie Buck: Rembrandts Strich. Ausstellungskatalog Kupferstichkabinett Dresden, London 2019.
- mit Sandra Kaden: Alltag als Exemplum. Religiöse und profane Deutungsmuster früher Genremalerei, Berlin 2020.
- mit Lea Hagedorn, Giuseppe Peterlini und Frank Schmidt: GegenBilder. Bildparodistische Verfahren in der frühen Neuzeit, Berlin 2021.
- mit Uwe Israel: Körper-Kränkungen. Der menschliche Leib als Medium der Herabsetzung, Frankfurt am Main 2021.
- 100 Filme der 2010er, Köln 2022.